# Bryozoichthys marjorius
Bryozoichthys marjorius és una espècie de peix de la família dels estiquèids i de l'ordre dels perciformes.

## Descripció
- Fa 30 cm de llargària màxima.
- 67-71 espines i cap radi tou a l'aleta dorsal.
- 1 espina i 53-55 radis tous a l'aleta anal.
- 71-73 vèrtebres.
- Aleta caudal de truncada a lleugerament arrodonida.[8][9][10]

## Hàbitat i distribució geogràfica
És un peix marí i batidemersal (entre 75 i 380 m de fondària), el qual viu al Pacífic nord-oriental: els fons tous de la plataforma continental exterior i del talús continental superior des de les illes Aleutianes fins al sud de la Colúmbia Britànica (el Canadà).

## Observacions
És inofensiu per als humans.